# Gobrias I.
Za ostale povijesne ličnosti pod imenom „Gobrias“ vidi: Gobrias (razdvojba)
Gobrias I. (perz. Gaubaruva; „onaj koji jede govedinu“, akad. Gubaru, elam. Kambarma, grč. Gobryes, lat. Gobryas) je bio perzijski plemić, jedan od generala perzijske vojske tijekom vladavine Kira Velikog, te prvi satrap (pokrajinski namjesnik) Babilonije.
Gobrias je odigrao važnu ulogu u bitci kod Opisa, odnosno prilikom perzijskog osvajanja Babilona 539. pr. Kr. Prema Nabonidovom cilindru, Gobrias je bio guverner Gutiuma, te jedan od prvih koji su ušli u pokoreni glavni grad Babilonije, gdje je zarobio njihovog kralja Nabonida i postavio perzijske službenike. Umro je 4. ožujka 538. pr. Kr., nakon samo nekoliko tjedana vladanja kao babilonijski satrap. Naslijedio ga je Nabu-ahhe-bullit koji je sudeći prema imenu najvjerojatnije bio Babilonac, dok je njega na mjestu satrapa naslijedio Gobrias II.

## Poveznice
- Kir Veliki
- Bitka kod Opisa
- Nabu-ahhe-bullit

| Prethodnik: | Satrap Babilonije (539. - 538. pr. Kr.) | Nasljednik:                            |
| Nitko       | Satrap Babilonije (539. - 538. pr. Kr.) | Nabu-ahhe-bullit (538. - 535. pr. Kr.) |

## Vanjske poveznice
- [neaktivna poveznica]
- Gobrias 1. (Livius.org, Jona Lendering)  Arhivirana inačica izvorne stranice od 8. kolovoza 2010. (Wayback Machine)
- Babilonija - Perzijska satrapija (enciklopedija Iranica, M. A. Dandamayev)